# Оробець Інна Петрівна
І́нна Петрі́вна Оробе́ць (нар. 15 лютого 1971, Коломия) — українська пауерліфтерка, спортивна суддя.

## З життєпису
Станом на 2015 рік — десятиразова чемпіонка України, суддя першої міжнародної категорії — 2010, заслужений тренер України.
Досягнення на чемпіонатах світу:
- золотий призер — 2005,
- срібний призер — 2002, 2004, 2008, 2010, 2011, 2012,
- бронзовий призер — 2007, 2009, 2014, 2015, 2016

Досягнення на чемпіонатах Європи:
- золотий призер — 2004,
- срібний призер — 2008, 2010, 2012, 2014, 2015, 2016, 2017
- бронзовий призер — 2011.

У травні 2015-го на чемпіонаті в Німеччині завоювала малу золоту медаль — жим лежачи, та срібну медаль — сума триборства.
Серед вихованців:
- Назар Дячук — майстер спорту України міжнародного класу, у 2009 році виграв чемпіонат світу з жиму лежачи серед юнаків,
- Ірина Бабурова — 2008 року виграла чемпіонат Європи серед юніорів,
- Лютник Уляна — майстер спорту міжнародного класу,
- Юлія Оробець — чемпіонка та рекордсменка України серед молоді, призерка чемпіонатів Європи та світу,
- Марія Чепіль — майстер спорту міжнародного класу, у Словаччині перемогла на чемпіонаті Європи з жиму лежачи.

На виборах до Івано-Франківської обласної ради 2015 року балотувалася від «Об'єднання „Самопоміч“». На час виборів проживала в Коломиї, працювала тренером-викладачем ФСК «Локомотив».
Чоловік —віце-президент Федерації пауерліфтингу України, суддя другої міжнародної категорії, Заслужений тренер України, Заслужений працівник фізичної культури і спорту України Василь Оробець, донька — чемпіонка та рекордсменка України серед молоді, призерка чемпіонатів Європи та світу з пауерліфтингу Юлія Оробець.